# ابوالقاسم گرجی
ابوالقاسم گرجی (زاده ۲ فروردین ۱۳۰۰ – درگذشته ۷ اسفند ۱۳۸۹) استاد ممتاز دانشگاه تهران، فقیه و حقوقدان، دانش‌آموخته فلسفه و حکمت اسلامی از دانشکده الهیات، نوزدهمین رئیس دانشگاه تهران و چهره ماندگار ایران در دومین همایش چهره های ماندگار سال ۱۳۸۱ بود. گرجی از اعضای پیوسته فرهنگستان علوم بود. او همین‌طور دارنده نشان درجه یک دانش و برنده سه دوره جایزه کتاب سال و یک دوره شایسته تقدیر، بوده‌است.

## زندگی‌نامه و تحصیلات
ابوالقاسم گرجی در سال ۱۳۰۰ و در تهران متولد شد. پس از تحصیلات ابتدایی، به تحصیل علوم حوزوی و یادگیری دروسی چون صرف، نحو، معانی و بیان، منطق، فقه و اصول (در دو مقطع: سطح و خارج) و فلسفه پرداخت. معروف‌ترین استادان وی عبارتند از محمد قصیر، محمدحسین بروجردی، محمدعلی شاه آبادی، ابراهیم امام‌زاده زیدی و محمدرضا تنکابنی.
در مدت تحصیل در تهران، بنا بر روش حوزه‌های علمیه مبنی بر تدریس هنگام تحصیل، به تدریس ادبیات عرب، منطق و کتب مقدماتی فقه و اصول می‌پرداخت. در حدود سال ۱۳۲۲، به تشویق محمدرضا تنکابنی، برای ادامه تحصیل به اتفاق میرزا علی فلسفی عازم نجف اشرف شد. استادان وی در نجف سید ابوالقاسم خویی، شیخ محمدعلی کاظمینی، سید عبدالهادی شیرازی، محمدکاظم شیرازی و دیگران بوده‌اند. در این میان، بیشترین بهره را از محضر درس سید ابوالقاسم خویی برد و بیش از یک دوره خارج اصول و به موازات آن، خارج فقه در درس او شرکت داشت.
او در نجف نیز به موازات تحصیل، به تدریس کتاب‌های رسائل، مکاسب و کفایه اشتغال داشت. در سال ۱۳۳۰، با گرفتن گواهی اجتهاد از برخی از مراجع بزرگ، به تهران مراجعت کرد. در آغاز ورود به تهران، به درخواست تعدادی از فضلا، به تدریس رسائل و مکاسب شیخ انصاری و کفایه آخوند خراسانی و بعد به تدریس خارج پرداخت و در سال ۱۳۳۲ پس از کسب مدارک مقدماتی، برای تحصیل به دانشکده الهیات و معارف اسلامی وارد شد. در سال ۱۳۳۵، دوره لیسانس منقول و در سال ۱۳۳۸ دوره دکترای فلسفه و حکمت اسلامی را به پایان رساند و در سال ۱۳۴۲، پایان‌نامه دکترا را با درجه ممتاز گذراند.

## سوابق تدریس
گرجی در سال ۱۳۳۲ به تدریس در دبیرستان‌ها و در سال ۱۳۳۸ به تدریس ادبیات عرب و بالاخره اصول و فقه در دانشکده الهیات و معارف اسلامی مشغول شد. در آغاز به عنوان دبیری و از سال ۱۳۴۲ به عناوین دانشگاهی و پس از چند سال به رتبه استادی رسید. در بین سال‌های ۱۳۴۷–۱۳۴۳ در دانشکده ادبیات و علوم انسانی دانشگاه تهران، به تدریس ادبیات عرب و در دانشکده الهیات دانشگاه تهران به تدریس اصول و فقه پرداخت. از سال ۱۳۴۸ در دانشکده حقوق و علوم سیاسی دانشگاه تهران به تدریس حقوق اسلامی مشغول بود. پس از مدتی رسماً به دانشکده حقوق و علوم سیاسی منتقل شد. او با دانشگاه علوم و تحقیقات نیز همکاری داشته‌است.

## درگذشت
ابوالقاسم گرجی در ظهر شنبه ۷ اسفند ۱۳۸۹ درگذشت و در حرم شاه عبدالعظیم به خاک سپرده شد.

## جوایز و نشان‌های علمی
- چهره ماندگار
- دارنده جایزه جشنواره بین‌المللی خوارزمی[نیازمند منبع]
- دارنده نشان درجه یک دانش از رئیس جمهور
- برگزیده فرهنگستان علوم ایران در مراسم مشترک فرهنگستان‌ها
- برنده کتاب سال جمهوری اسلامی ایران به واسطهٔ تصحیح، تعلیق و اعراب‌گذاری کتاب تفسیر جوامع الجامع، تألیف شیخ طبرسی.[۳]
- برنده جایزه یکی از بهترین کتاب‌های چاپ‌شده ده ساله انقلاب اسلامی به واسطهٔ تصحیح، تعلیق و اعراب‌گذاری کتاب تفسیر جوامع الجامع، تألیف شیخ طبرسی.[۴]
- برنده کتاب سال جمهوری اسلامی ایران به واسطهٔ تصحیح، تجدید نظر و حواشی کتاب تاریخ پیامبر اسلام، تألیف دکتر محمدابراهیم آیتی.[۵]
- شایسته تقدیر برای کتاب تاریخ فقه و فقها[۶]

## آثار
- الصرف و النحو و القرائه، مؤلف: ابوالقاسم گرجی… و دیگران (دانشگاه تهران (نایاب)
- الذریعه الی اصول الشریعه (۲جلدی) – مؤلف: سید مرتضی علم الهدی - تصحیح و اعراب‌گذاری – ابوالقاسم گرجی- دانشگاه تهران (نایاب)
- ترجمه و تلخیص کتاب عده الاصول - دانشگاه تهران
- مسائل هامه من کتاب الخلاف - قسمت معاملات کتاب خلاف شیخ طوسی - شیخ الاسلام کردستانی و دکتر ابوالقاسم گرجی (نایاب)
- تاریخ پیامبر اسلام - مؤلف: محمدابراهیم آیتی، تصحیح ابوالقاسم گرجی - دانشگاه تهران
- تفسیر جوامع الجامع (۴ جلدی) ابوعلی الفضل بن الحسن الطبرسی؛ تصحیح: ابوالقاسم گرجی – انتشارات سمت با مشارکت دانشگاه تهران
- دیات - روشنعلی شکاری، حسین فریار، محسن صفری (ویراستار) - دانشگاه تهران
- حدود، تعزیرات و قصاص - دانشگاه تهران
- جامع الشتات- جلد ۱ (کتاب الهبات و الوصایا)، ابوالقاسم بن محمدحسن میرزای قمی، ابوالقاسم گرجی (مترجم)، عیسی ولایی (مترجم)، ناشر: دانشگاه تهران
- جامع الشتات- جلد ۲ (کتاب النکاح)، ابوالقاسم بن محمدحسن میرزای قمی، ابوالقاسم گرجی (مترجم)، عیسی ولایی (مترجم)، ناشر: دانشگاه تهران
- جامع الشتات- جلد ۳ - ناشر: دانشگاه تهران
- جامع الشتات-جلد ۴ - -میرزا ابوالقاسم قمی- ویراستار: دکتر فاطمه میرشمسی، به نظارت و مقدمه دکتر ابوالقاسم گرجی - ناشر: دانشگاه تهران
- مبانی حقوق اسلامی - مجد
- مقالات حقوقی(۲ جلدی) - ناشر: دانشگاه تهران
- اندیشه‌های حقوقی ۴ (مفاهیم بنیادین حقوق مدنی و جزایی) - ابوالفضل احمدزاده (مصحح) - مجد
- تاریخ فقه و فقها – سمت
- آیات الاحکام (حقوقی و جزایی) - ناشر: میزان
- ادوار اصول فقه (تحولات اصول فقه و …)- ناشر: میزان
- اسلام: پژوهشی تاریخی و فرهنگی، عنایت الله رضا، علی بهرامیان، عبدالحسین زرین کوب، محمدعلی مولوی، مهدی محقق، سیدحسین نصر، فتح‌الله مجتبایی، آذرتاش آذرنوش، ابوالقاسم گرجی، احمد پاکتچی، صادق سجادی، شرف الدین خراسانی، مسعود جلالی مقدم، یوسف رحیم لو، فرامرز حاج منوچهری، عبدالامیر سلیم، ناصر گذشته، علی اکبر دیانت، محمدکاظم موسوی بجنوردی (زیرنظر)، تهران: وزارت فرهنگ و ارشاد اسلامی، ۱۳۸۴
- بررسی تطبیقی حقوق خانواده- دکتر ابوالقاسم گرجی، دکتر سید حسین صفایی، دکتر سید عزت‌الله عراقی، دکتر اسدالله امامی، دکتر سید مرتضی قاسم‌زاده، دکتر محمود صادقی، عباس برزوئی، احمد حمیدزاده، بتول آهنی - ناشر: دانشگاه تهران